# Lukas Fischer (Fußballfunktionär)
Lukas Fischer (* 13. September 1990 in Wien) ist ein österreichischer Fußballfunktionär.

## Karriere

### Als Spieler
Fischer begann seine Karriere beim SV Unterstinkenbrunn. Ab der Saison 2008/09 spielte er für die erste Mannschaft der Niederösterreicher in der 2. Klasse. Nach achteinhalb Jahren bei Unterstinkenbrunn schloss er sich im Jänner 2014 dem Ligakonkurrenten AFC Haugsdorf an. Nach einem halben Jahr bei Haugsdorf kehrte er wieder zu Unterstinkenbrunn zurück. Nach einem weiteren halben Jahr bei Unterstinkenbrunn wechselte er im Jänner 2015 nach Wien zum sechstklassigen UFK Schwemm. Nach einem Jahr bei Schwemm wechselte er in der Winterpause der Saison 2015/16 zu den Amateuren des Floridsdorfer AC. In der Hinrunde der Saison 2016/17 spielte er noch ein halbes Jahr lang beim USC Fallbach. Im Jänner 2017 wurde er wieder bei Unterstinkenbrunn gemeldet, kam dort jedoch nicht mehr zum Einsatz.

### Als Funktionär
Im Dezember 2016 wurde Fischer Teammanager des Zweitligisten Floridsdorfer AC. Im Juni 2018 wurde er zum Manager Sport befördert.
Nach der Trennung von Mario Handl im Juni 2020 wurde er gemeinsam mit Alexandar Gizow interimistisch Cheftrainer des FAC.